# Șevcenka, Smila
Șevcenka (în ucraineană Шевченка) este un sat în comuna Pleskacivka din raionul Smila, regiunea Cerkasî, Ucraina.

## Demografie
Componența lingvistică a localității Șevcenka
     Ucraineană (97,95%)
     Rusă (1,76%)
     Alte limbi (0,29%)
Conform recensământului din 2001, majoritatea populației localității Șevcenka era vorbitoare de ucraineană (97,95%), existând în minoritate și vorbitori de rusă (1,76%).